# هوگهسویل (مریلند)
هوگهسویل (به انگلیسی: Hughesville) شهری در ایالت مریلند کشور ایالات متحده آمریکا است که جمعیت آن در سرشماری سال ۲۰۱۰ میلادی، ۲٬۱۹۷ نفر بوده‌است.